# 岩矮長頜魚
岩矮長頜魚，為輻鰭魚綱骨舌魚目象鼻魚科的其中一種，分布於非洲尼羅河、Markala及Kainji湖流域，體長可達11公分。